# Adoración de los Magos (Zurbarán)
Adoración de los Magos es el tema de un cuadro de Francisco de Zurbarán, que compone la referencia 124 en el catálogo razonado y crítico, realizado por Odile Delenda, historiadora del arte especializada en este pintor.

## Tema de la obra
De entre los evangelios canónicos, solamente Mateo menciona la adoración de los Reyes Magos, sin concretar su número ni sus nombres, y sin especificar que fueran reyes. A partir de Orígenes y con los evangelios apócrifos, se fueron añadiendo nuevos datos, afirmándose una iconografía donde aparecían unos reyes, en un número de tres, como las partes del mundo entonces conocido o —según Johannes Molanus— como las tres edades del hombre. El Concilio de Trento únicamente condenó las escenas susceptibles de herejía, de forma que la representación tradicional de este pasaje bíblico no sufrió grandes transformaciones en el siglo XVII.

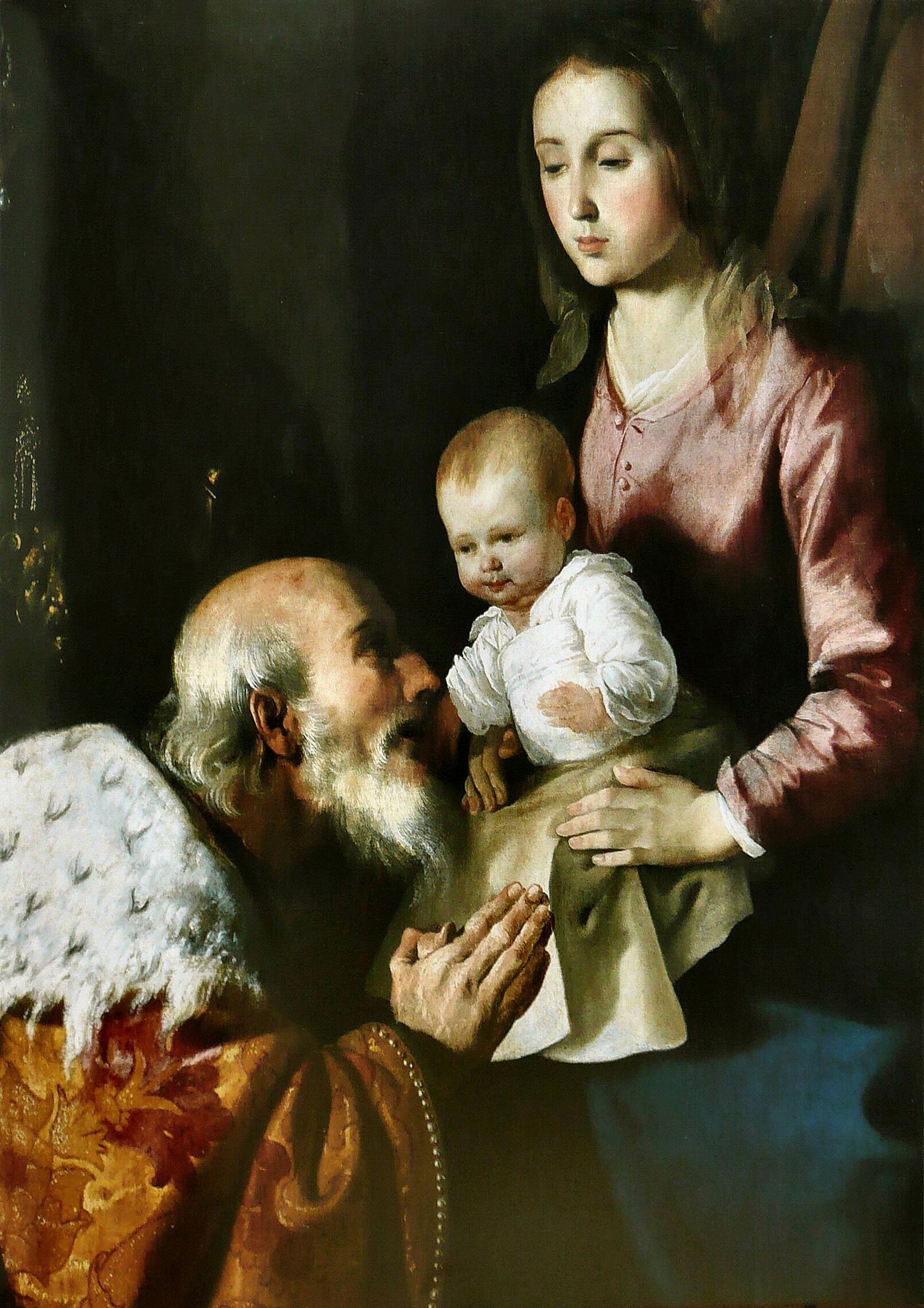
Detalle de la parte central-derecha del lienzo.

## Análisis de la obra

### Datos técnicos y registrales
- Originariamente, en el compartimento de la izquierda del segundo cuerpo del retablo del altar mayor de la Cartuja de Jerez de la Frontera.[3]
- Actualmente en el Museo de Grenoble (Inv. n° 561)
- Pintura al óleo sobre lienzo, 263,5 x 175 cm;[4]
- Fecha de realización: 1638-1639;
- Catalogado por Odile Delenda con el número 124, y por Tiziana Frati con el 252.[5]

### Descripción de la obra
Zurbarán sigue la iconografía propia de este tema en la pintura barroca de España, estructurando el lienzo con una diagonal que separa el primer plano, donde Melchor venera al Niño Jesús, en el regazo de María. El segundo plano está ocupado por el resto de personajes. El colorido de los ropajes es espléndido, solamente atemperado por el delicado lila de las ropas de María y de Baltasar. San José es representado como un hombre joven, en segundo plano, en la penumbra. María se presenta erguida, con rostro grave y muy bello, El Niño, vivaz y simpático, se inclina tocando a Melchor con su manita derecha.
Las sencillas vestiduras de la Sagrada Familia contrastan con los opulentos trajes exóticos de los Reyes Magos, «vestidos con gala y autoridad» como recomendaba Francisco Pacheco. Melchor —anciano de larga barba blanca— viste un gran manto de brocado, con un amplio cuello de armiño y perlas en las mangas. Baltasar —hombre maduro, negro, de barba corta— tiene una grave expresión, y va tocado con un turbante blanco con rayas azul-verdosas. Gaspar —joven apuesto y marcial— lleva una armadura de cuero y un hermoso casco, ambos cubiertos de joyas. Es posible que esta figura aluda a Fernando III, debido a su vinculación con la batalla de Jerez.

## Procedencia
1. Cartuja de Jerez de la Frontera, 1638/40-1810;
2. París, Musée Napoleon, 1813-1815 (inv. 1813, n° 380);
3. Madrid, Real Museo, 1815-1816 (en caja);
4. Monasterio de Santa María de El Paular, 1817-1819 (?);
5. Madrid, Real Academia de Bellas Artes de San Fernando, 1819-1824;
6. Real Academia Provincial de Bellas Artes de Cádiz, diciembre de 1835-junio de 1837;
7. Vendido en 40.000 reales al barón Taylor por José Cuesta de Sevilla por intermediación de Antonio Mesa, 20 de junio de 1837;
8. Real Orden autorizando la venta, 9 de julio de 1837;
9. París, Galería española de Luis Felipe, 1838-1848, n° 328 (1), n° 338 (4);
10. París, almacenes del Louvre, 1848-1850;
11. Londres, Christie’s, venta Louis-Philippe, 7 de mayo de 1853, nº 160,
12. Comprado por Colnaghi para el duque de Montpensier (1.700 £ los cuatro lienzos procedentes del retablo);
13. Palacio de San Telmo, Sevilla;,
14. Colección duques de Montpensier 1853-1873;
15. Boston, Atheneum, 1874-1876;
16. Sevilla, Palacio de San Telmo, 1876-1897;
17. Palacio de Villamanrique de la Condesa, colección de la condesa de París, 1897-1900;
18. París, marchante Féral, 1900-1901;
19. Vendido al coronel de Beylié en mayo de 1901 (5.000 FF);
20. Donado al Museo de Grenoble en junio de 1901.[8]